# Kamenné Zboží
Kamenné Zboží (1939-1945 Steinhof) – gmina w Czechach, w powiecie Nymburk, w kraju środkowoczeskim. Według danych z dnia 1 stycznia 2013 liczyła 588 mieszkańców.